# Agoda
Agoda es una agencia de reserva de hoteles en línea, especializada en Asia. Su sede se encuentra en Singapur y tiene delegaciones en ciudades de todo el mundo: Bangkok, Kuala Lumpur, Tokio, Hong Kong y Budapest, entre otras. 

## Historia
La compañía fue fundada por Michael Kenny a finales de los 90 en Phuket, bajo el nombre de PlanetHoliday.com. La idea original fue utilizar el potencial de los motores de búsqueda por internet para llenar el vacío de información sobre hoteles y viajes. PlanetHoliday fue una de las primeras compañías de reservas en línea de hoteles de una industria que en los años siguientes creció hasta adquirir las dimensiones de un negocio multimillonario, 
En 2002, el centro de operaciones se trasladó a Bangkok y en 2003 PlanetHoliday.com se asoció con PrecisionReservations.com . Dos años después, ambos se fusionaron bajo el nombre de Agoda Company Pte. Ltd, con registro en Singapur.

## Adquisición
En noviembre de 2007 Agoda fue adquirida por Priceline.com (NASDAQ: PCLN), siendo la tercera adquisición internacional del mayor proveedor mundial de alojamiento. Hoy en día, Agoda colabora con más de 750.000 hoteles repartidos en 110 países y cuenta con una plantilla de más de 2.000 trabajadores en todo el mundo. Su web está disponible en 38 idiomas incluidos español, inglés, francés,chino (tradicional y simplificado), japonés y tailandés, entre otros.

## Actividad
Agoda.com garantiza el mejor precio en hoteles. Se compromete a igualar o mejorar la oferta si el cliente puede encontrar la misma habitación más barata en cualquier otra web. Agoda.com tiene más de 11 millones de opiniones de clientes reales y sus servicio de Atención al Cliente trabaja 24h, 365 días al año en 17 idiomas por teléfono y correo electrónico.
Agoda.com también ofrece avanzadas aplicaciones para iOS y Android, con todas las ventajas de la página web y la comodidad de los teléfonos móviles.

## Premios
Agoda ha sido galardonada en la Categoría Mejor Web de Alojamiento en el Travelmole Web Awards Asia de 2008 y 2012.

## Organizaciones
Agoda.com pertenece a la organización turística internacional PATA (Pacific Asia Travel Association) desde 2006.